# Дорога до країни Оз
«Дорога до країни Оз» (англ. The Road to Oz) — опублікована 10 липня 1909 року п'ята книга американського письменника Лаймена Френка Баума із серії казок про Країну Оз, описує п'яту подорож Дороті Ґейл до Країни Оз. Книгу присвячено Джосліну Стентону Бауму, першому онукові автора, дитині старшого сина автора.
Повноколірні ілюстрації для книги зробив художник Джон Р. Ніл.

## Сюжет
Дороті перебувала поблизу свого будинку в Канзасі, коли почалася історія оповіді. До неї підійшов якийсь незвичайний кудлатий чоловік і попросив, щоб вона показала дорогу на Баттерфілд. Дороті добре придивилася до цього дивного чоловіка. Незнайомець хоч і виглядав дуже обірваним і скуйовдженим, проте в його очах горіли пустотливі вогники, тому він здався Дороті дуже симпатичним. Волоцюгу звали Косматий чоловічок, і у нього в кишені був магніт любові, що має магічну властивість приваблювати до його власника всіх живих істот. Дороті стала показувати дорогу, однак, дійшовши разом з кудлатим до перехрестя з семи доріг, забула, по якій дорозі вони прийшли, і заблукала. Вибравши навмання одну з доріг, Дороті, Косматий чоловічок і Тото вирушили в дорогу. Незабаром до них приєднався Ґудзик-Розумник — маленький хлопчик, який завжди губився. Пізніше друзі зустріли також Поліхромію, дочку Веселки, феї, яка впала з веселки, коли танцювала на її краю. В дорозі їх упіймав спочатку народ лисиць (до зустрічі з Поліхромією), а потім народ ослів (після), і їх виручив тільки магніт любові. На жаль, виявилося, що Правителі лисиць і ослів зачарували Ґудзика-Розумника і Косматого чоловічка відповідно, оскільки вважали їх занадто геніальними для людей. Потім вони зустріли людину, з якої під час дихання долинали звуки органу. Трохи пізніше вони врятувалися від Стрибалсів, і на їхньому шляху постала пустеля, що оточувала країну Оз, і тут на допомогу прийшов Джоні-Умілець. Він спорудив корабель, який міг їздити пустелею, і подорожні опинилися в країні Оз. Ґудзик-Розумник і Косматий чоловічок скупалися в ставку істини і знову стали колишніми. Дороті знову зустрілася з друзями. Виявилося, що у принцеси Озми був день народження, і вона спеціально заплутала дороги, щоб Дороті потрапила до неї.